# Henryk Kończykowski

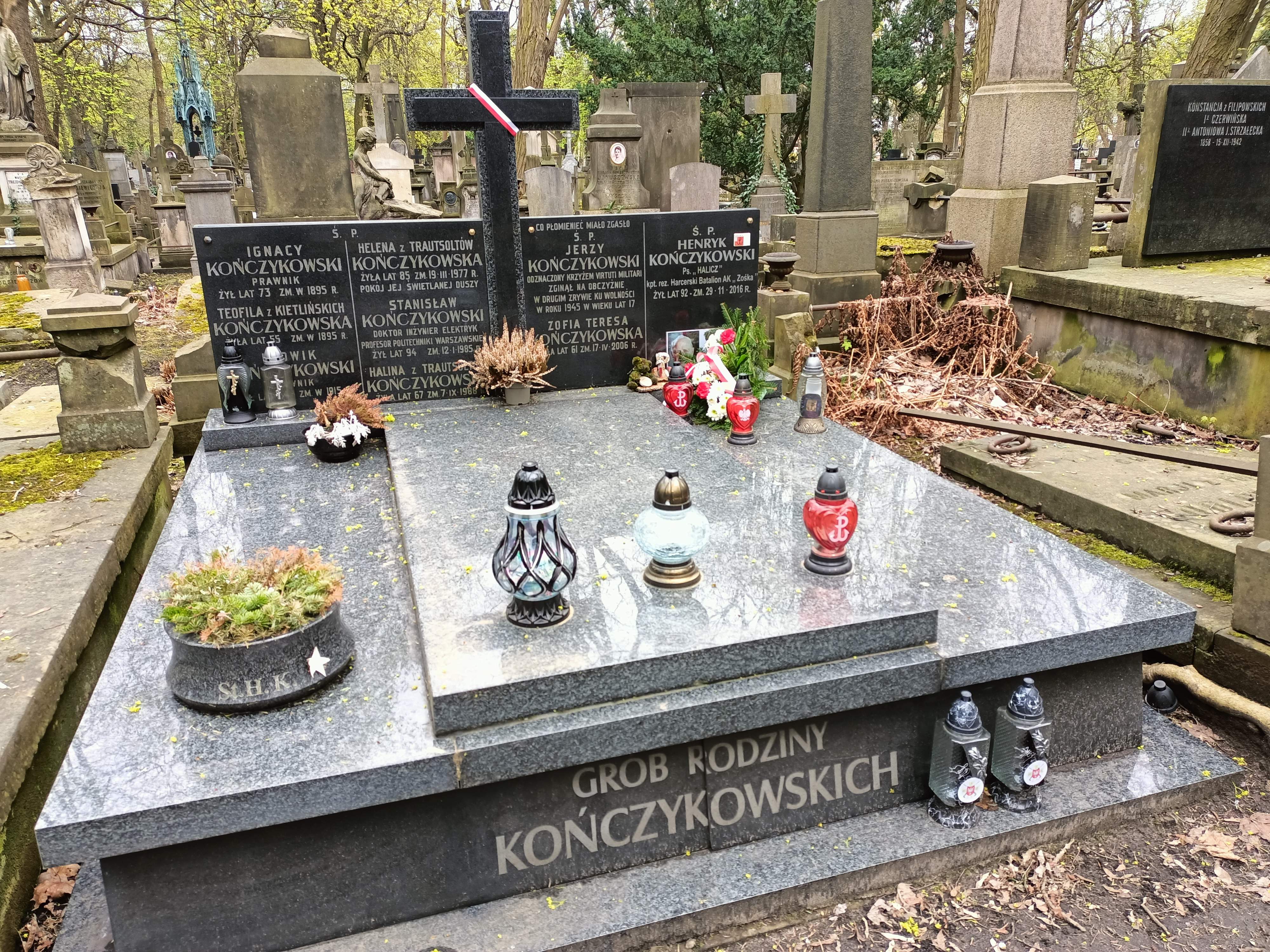
Grób Henryka Kończykowskiego na Cmentarzu Powązkowskim w Warszawie

Henryk Kończykowski ps. „Halicz” (ur. 12 stycznia 1924 w Warszawie, zm. 29 listopada 2016 w Milanówku) – polski wojskowy i inżynier, plutonowy Armii Krajowej, żołnierz 4. drużyny III plutonu Felek 2. kompanii Rudy batalionu Zośka, powstaniec warszawski, magister inżynier elektryk.

## Życiorys

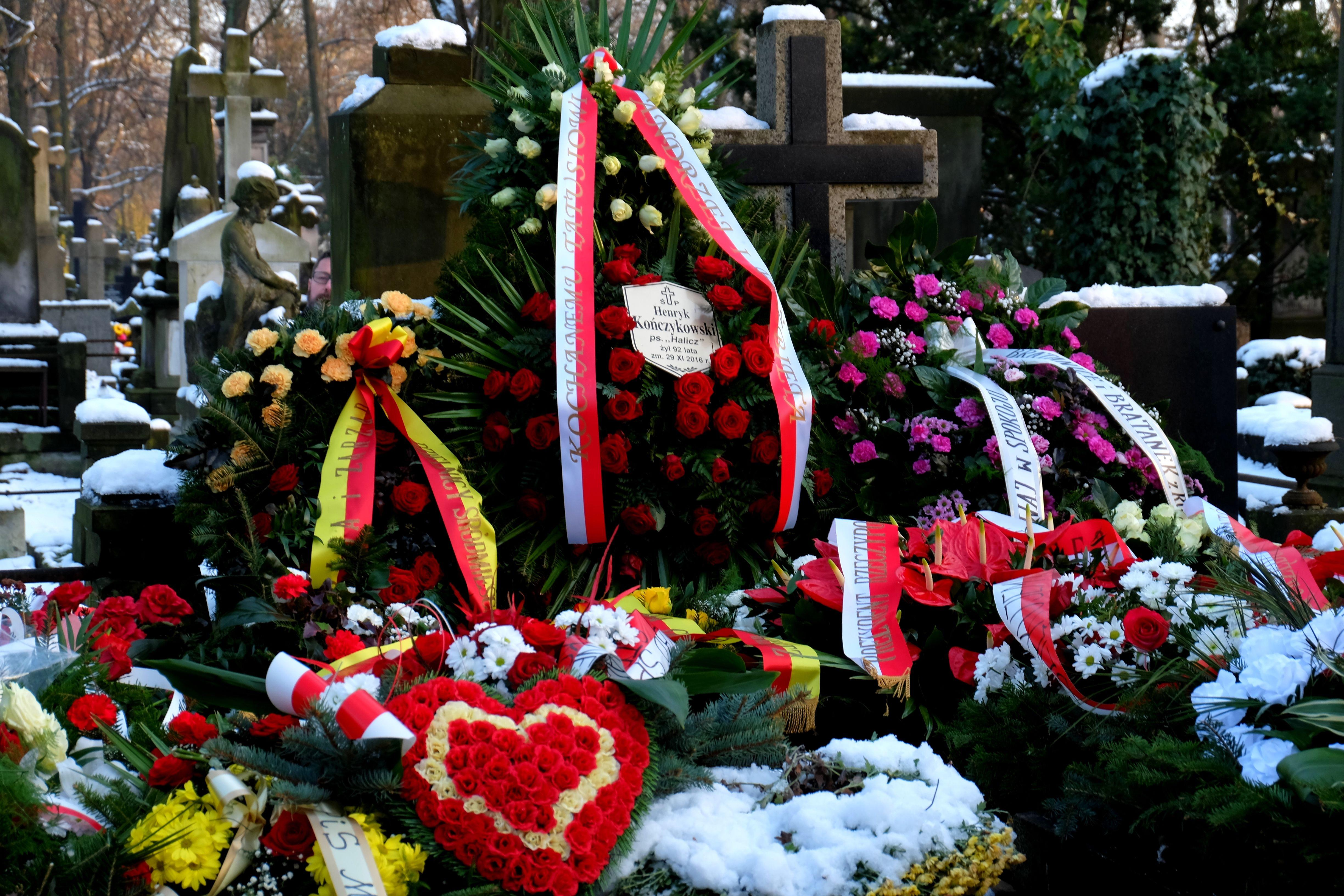
Grób Henryka Kończykowskiego na cmentarzu Powązkowskim w Warszawie

Syn Stanisława Kończykowskiego, profesora Politechniki Warszawskiej i Heleny z domu Trautsolt. Uczeń Państwowego Gimnazjum i Liceum Męskiego im. Stanisława Staszica w Warszawie oraz tajnej Szkoły Wawelberga. Harcerz 16. WDH im. Zawiszy Czarnego.
W batalionie Zośka od jesieni 1943 roku. Wiosną 1944 r. aresztowany wraz z kolegą z batalionu, Włodzimierzem Steyerem ps. „Grom”, za kolportaż tajnej prasy i osadzony w więzieniu w Grodzisku Mazowieckim, skąd wkrótce uciekł. Uczestnik bazy leśnej Par. II.
Brał udział w powstaniu warszawskim. Przeszedł cały szlak bojowy batalionu, od Woli przez Stare Miasto do Czerniakowa. Uczestniczył w wyzwalaniu Gęsiówki. Ranny na Starówce, wraz z kolegami kanałami przedostał się do Śródmieścia.
Po upadku powstania dostał się do obozu w Pruszkowie. Stamtąd uciekł do Podkowy Leśnej, gdzie jego rodzina miała mieszkanie. Pierwszy raz aresztowany przez NKWD w styczniu 1945 r. Po kilkutygodniowym pobycie w areszcie, uciekł. Z obawy przed kolejnym aresztowaniem mieszkał w Łodzi, gdzie w 1946 r. podjął studia na Wydziale Elektrycznym Politechniki Łódzkiej. Uczestnik drugiej konspiracji. Należał do tzw. oddziału Kmity, którego głównym zadaniem było ubezpieczenie pułkownika Jana Mazurkiewicza.
Aresztowany w 1950 r. przez funkcjonariuszy Urzędu Bezpieczeństwa na terenie Politechniki Łódzkiej i przewieziony do Warszawy. Przebywał początkowo w areszcie Ministerstwa Bezpieczeństwa Publicznego przy ul. Koszykowej, po czym w więzieniu przy ul. Cyryla i Metodego na Pradze. Stamtąd przeniesiony do więzienia karno-śledczego nr III. Oskarżony o próbę obalenia siłą ustroju Polski Ludowej oraz o zabójstwo Kazimierza Jackowskiego.
Wyrokiem Wojskowego Sądu Rejonowego w maju 1950 r. skazany na karę piętnastu lat pozbawienia wolności. W procesie uczestniczyła jego żona, którą WSR skazał na osiem lat więzienia za to, że nie poinformowała władz o nielegalnej działalności męża. Osadzony w więzieniu Toledo na ul. Ratuszowej, a następnie w więzieniu mokotowskim. Przebywał również w Obozie Pracy nr 3.
Na wolność wyszedł 11 listopada 1953 r. Ukończył studia na Politechnice Warszawskiej i rozpoczął pracę w Zakładzie Kabli i Przewodów Elektrycznych na Politechnice Warszawskiej. W późniejszych latach pracownik Biura Badawczego ds. Jakości.
Zrehabilitowany przez Sąd Wojewódzki w Warszawie w 1993 roku.
Odznaczony Krzyżem Kawalerskim Orderu Odrodzenia Polski (2012) i Krzyżem Walecznych.
Na podstawie wspomnień Henryka Kończykowskiego powstała książka dla dzieci „Halicz. Na podstawie wspomnień Henryka Kończykowskiego” autorstwa Roksany Jędrzejewskiej-Wróbel. Historię powstańca opisał też Jarosław Wróblewski w książce „Zośkowiec”.
12 stycznia 2016 w jego domu w dniu urodzin odwiedził go prezydent Andrzej Duda.
Spoczął 5 grudnia 2016 na warszawskich Powązkach w grobie rodzinnym

## Upamiętnienie
W Dziwnowie w 2015 r. powstała 63 Drużyna Harcerska „Szare Szeregi”, która przyjęła za Bohatera (patrona) Henryka Kończykowskiego ps. „Halicz”.
W Głogowie od 2014 r. funkcjonuje projekt edukacyjny „Być jak... Zośkowiec”, którego pomysł zrodził się po spotkaniu Przemysława Bożka (opiekuna projektu) i członków grupy historycznej pod dowództwem Grzegorza Stanickiego z Henrykiem Kończykowskim „Haliczem”, w dniu jego 90. urodzin.